# 梅花譜
《梅花譜》，象棋古譜，王再越（字正己）著。為象棋兩大名譜之一，跟橘中秘並列稱為「橘梅」。

## 歷史
《梅花譜》原著時間不可考，從棋譜序言中只知道王再越是康熙年間的人。該棋譜在清代沒有刻印過，一直只憑手抄流傳。1917年始有石印本，及至1926年武進呂思勉校閱，上海文明書局才有鉛印本問世。

## 內容
棋譜的着法以字代替，將棋盤的九十個交點填上一首共九十個字的詞，每着的起點和終點皆用字表示。
全本棋譜分前後兩集，都是全局着法。每集分上、中、下各三卷，分門別類，對順手炮、列手炮、過宮炮、屏風馬對當頭砲等等佈局作出專門研究：
- 讓先著法共三篇：
  1. 屏風馬破當頭砲，共八局
  2. 當頭砲破過宮砲，共五局
  3. 當頭砲破轉角馬，共三局
- 得先著法共三篇：
  1. 順砲直車破橫車，共五局
  2. 順砲橫車破直車，共五局
  3. 當頭砲破列手砲，共五局

其中八局屏風馬破當頭砲是全本棋譜的精華，主張後手屏風馬能勝先手當頭炮，以柔制剛。